# Pedicularis kaghanensis
Pedicularis kaghanensis är en snyltrotsväxtart som beskrevs av T. Yamazaki. Pedicularis kaghanensis ingår i släktet spiror, och familjen snyltrotsväxter. Inga underarter finns listade i Catalogue of Life.